# Bodo Schulz
Bodo Schulz (* 20. August 1911 in Treptow; † 30. März 1987 in Rostock) war ein deutscher Gewerkschafter (FDGB) und Politiker (SED). Er war Vorsitzender des FDGB-Bezirksvorstandes Schwerin und Vorsitzender der Deutschen Arbeiterkonferenzen.

## Leben
Schulz wurde als Sohn eines Posthelfers geboren, besuchte die Volksschule und erlernte den Beruf des Bäckers. Anschließend war er im Beruf tätig. 1929 schloss er sich dem  Arbeitersportverein „Fichte“ und dem KJVD an. Ab 1929 war er ehrenamtlich im Reichs- und Bezirksausschuss der Erwerbslosen Deutschlands tätig. Von 1930 bis 1935 war er arbeitslos, von 1935 bis 1940 war er Streckenarbeiter und Reichsbahngehilfe.
Nach der „Machtergreifung“ der Nationalsozialisten arbeitete Schulz illegal für die KPD im Unterbezirk Berlin-Adlershof sowie für den Reichsausschuss der Erwerbslosen in Berlin unter Leitung von Martin Weise. Schulz war an der Verbreitung der Flugschrift Der Erwerblose beteiligt und agitierte unter Arbeitslosen. Am 4. Februar 1940 wurde er verhaftet und vom Berliner Kammergericht wegen „Vorbereitung zum Hochverrat“ zu zwei Jahren und neun Monaten Zuchthaus verurteilt. Schulz war im Emslandlager und Elbregulierungslager Griebo bei Coswig (Anhalt) inhaftiert. Nach Strafverbüßung wurde er 1942 in das Strafbataillon 999 zwangsrekrutiert und nach Griechenland geschickt. Von Mai 1945 bis Februar 1947 befand sich Schulze in britischer Kriegsgefangenschaft in Ägypten.
1947 kehrte er nach Deutschland zurück und wurde Mitglied der SED. Er wirkte zunächst als Sekretär der IG Eisenbahn. 1954 studierte er an der SED-Parteihochschule „Karl Marx“. Von 1955 bis 1961 war er Erster Vorsitzender des FDGB-Bezirksvorstandes Schwerin, Kandidat bzw. Mitglied des Büros der SED-Bezirksleitung und Abgeordneter des Bezirkstages Schwerin. Am 20. Juni 1955 wurde er auf dem 4. FDGB-Kongress in den FDGB-Bundesvorstand gewählt. Ab 1961 war er Mitarbeiter des FDGB-Bundesvorstandes. Er wurde zunächst Mitglied des Präsidiums, dann Sekretär und später Vorsitzender des Ständigen Ausschusses der Deutschen Arbeiterkonferenzen (Nachfolger von Karl Oltersdorf). Diese Funktion übte er bis Juni 1971 aus.
Schulz lebte zuletzt in Rostock und starb im Alter von 75 Jahren.

## Auszeichnungen
- Fritz-Heckert-Medaille
- Vaterländischer Verdienstorden in Bronze (1959), in Silber (1971) und in Gold (1981)
- Ehrenspange zum Vaterländischen Verdienstorden in Gold (1986)